# Tischtennis in Luxemburg
Tischtennis in Luxemburg gehört zu den fünf beliebtesten Sportarten des Landes.
Am 15. Mai 1936 wurde der Luxemburger Tischtennis-Verband (FLTT) (= Fédération Luxembourgeoise de Tennis de Table) gegründet. Erster Präsident war Frantz Think. 1937 wurde der Verband in den Weltverband ITTF aufgenommen. Seit April 2025 ist Charles Muller der Präsident, er löste André Hartmann ab, der seit 1998 das Amt innehatte.
Etwa 4200 Menschen sind Mitglied in einem der etwa 75 Tischtennisvereine (Stand 2021).

## Nationale Meisterschaften
Seit 1937 werden jährlich nationale Meisterschaften ausgetragen, lediglich in den Kriegsjahren 1942 bis 1945 fanden keine Titelkämpfe statt. Bis 2024 holten die meisten Titel Peggy Regenwetter (38 Titel) bei den Damen und Carlo Jaminet (56 Titel) bei den Herren.
In den höchsten Spielklassen sind gemischte Mannschaften, bestehend aus Frauen und Männern, zugelassen.

## Internationale Turniere
Luxemburg war auf zahlreichen Europa- und Weltmeisterschaften vertreten. Hier spielten vornehmlich weibliche Einzelakteure eine Rolle, etwa Sarah De Nutte, Ni Xialian, Jeanny Dom, Peggy Regenwetter, Peggy Regenwetter sowie bei den Herren Luka Mladenovic.

## Auslandseinsätze
Viele Spitzenspieler traten bei ausländischen Klubs, vorwiegend im deutschsprachigen Raum, an. Einige Beispiele:
| Name              | Zeit         | Vereine                                                                           |
| ----------------- | ------------ | --------------------------------------------------------------------------------- |
| Carine Risch      | 1980er Jahre | Post SV Düsseldorf, ATSV Saarbrücken, Weiß-Rot-Weiß Kleve                         |
| Jessica Heintz    | 1990er Jahre | TuS Jahn Soest, TSV Kirchrode                                                     |
| Benedicte Meyer   | 1990er Jahre | TTC Lülsdorf-Rheydt, VfL Sindelfingen, TTC RG Porz, TTC Spich, TTK Grün-Weiß Kiel |
| Michele Paler     | 1990er Jahre | SV Böblingen (2. BL), SC Klarental, TV Großen-Linden                              |
| Carine Risch      | 1990er Jahre | Post SV Düsseldorf, ATSV Saarbrücken, Weiß-Rot-Weiß Kleve                         |
| Corinne Bremer    | bis 1999     | DJK Rheydt                                                                        |
| Cristine Corsi    | 1991         | TV Großen-Linden                                                                  |
| Sarah De Nutte    | 2010er Jahre | SV Darmstadt 98, ATSV Saarbrücken, TuS Bad Driburg                                |
| Tessy Gonderinger | 2014–2017    | ATSV Saarbrücken                                                                  |

| Name            | Zeit         | Vereine                                 |
| --------------- | ------------ | --------------------------------------- |
| Yves Maas       | 1980er Jahre | ATSV Saarbrücken, ASV Eppelheim         |
| Camille Pütz    | 1980         | Eintracht Frankfurt                     |
| Joel Kox        | 1987         | ATSV Saarbrücken                        |
| Sandro Caenaro  | 1990er Jahre | Borussia Düsseldorf, TTC Elz            |
| Eric Glod       | 2010er Jahre | Österreich und Schweiz                  |
| Luka Mladenovic | seit 2017    | FSV Mainz, danach TTC Zugbrücke Grenzau |

## Medien
Wöchentlich erscheint das Bulletin d'Information Officiel (BIO), wobei man neben der einheimischen Sprache noch auf Deutsch und Französisch Informationen erhält. In den gleichen Sprachen gibt es jährlich das Annuaire Fédéral. Beide Broschüren stehen online auf der Homepage des FLTT.